# Stoddard (Nuevo Hampshire)
Stoddard es un pueblo ubicado en el condado de Cheshire en el estado estadounidense de Nuevo Hampshire. En el Censo de 2010 tenía una población de 1.232 habitantes y una densidad poblacional de 8,97 personas por km².

## Geografía
Stoddard se encuentra ubicado en las coordenadas 43°4′35″N 72°6′50″O / 43.07639, -72.11389. Según la Oficina del Censo de los Estados Unidos, Stoddard tiene una superficie total de 137.28 km², de la cual 131.8 km² corresponden a tierra firme y (3.99%) 5.48 km² es agua.

## Demografía
Según el censo de 2010, había 1.232 personas residiendo en Stoddard. La densidad de población era de 8,97 hab./km². De los 1.232 habitantes, Stoddard estaba compuesto por el 95.62% blancos, el 0.73% eran afroamericanos, el 1.22% eran amerindios, el 0.57% eran asiáticos, el 0% eran isleños del Pacífico, el 0.08% eran de otras razas y el 1.79% pertenecían a dos o más razas. Del total de la población el 1.62% eran hispanos o latinos de cualquier raza.